# 關節病變
關節病變（英語：Arthropathy）是關節疾病的總稱。若一個或多個關節發炎引起的關節病變稱為關節炎，因此，任何關節的問題，不論是否發炎，均可稱為「關節病變」。
脊椎關節病變是一種影響脊椎關節的關節病變。

## 體徵
關節痛是關節疾病常見但非特異性的體徵，因疾病的不同體徵也會有所不同，常見的體徵包括：
- 降低關節活動範圍（英语：range of motion）
- 關節僵硬
- 關節積液（英语：Joint effusion）
- 關節積氣（英语：Pneumarthrosis），空氣出現在關節內（是個常見的正常發現）。
- 骨頭侵蝕
- 關節炎的全身症狀：疲勞

## 診斷
診斷可透過詳細病史詢問、理學檢查、血液检查，及醫學影像進行。

## 類型
若病變的關節牽涉發炎反應，則可稱為关节炎，關節病變可大致分為下列幾種：
- 关节炎
  - 感染性關節炎
    - 敗血性關節炎
    - 結核性關節炎
    - 反应性关节炎：由感染引起，但感染並無直接侵犯滑膜間隙（英语：synovial space）。

  - 非感染性關節炎
    - 血清陰性脊椎關節病變（Seronegative spondyloarthropathy）
      - 乾癬性關節炎
      - 强直性脊柱炎

    - 類風濕性關節炎
      - 費爾蒂症候群（Felty's syndrome）

    - 幼年特發性關節炎
    - 成人史迪爾氏病
    - 結晶性關節病變：由關節內節晶沉積造成。
      - 痛风
      - 軟骨鈣質沈積病

    - 骨关节炎（俗稱退化性關節炎）
- 關節積血
- 滑膜炎：描述滑液膜（英语：synovial membrane）發炎的情形。
- 關節脫臼